# Bunger Hills
Bunger Hills är en kulle i Antarktis. Den ligger i Östantarktis. Australien gör anspråk på området. Toppen på Bunger Hills är 37 meter över havet.
Terrängen runt Bunger Hills är huvudsakligen platt. Trakten är obefolkad. Det finns inga samhällen i närheten. 